# Rhodanella fasciata
Genre
Synonymes
- Rhodesia Womersley, 1934 nec Warren, 1905

Espèce
Synonymes
- Isotoma fasciata Carpenter, 1912
- Isotomina duodecemoculata Carpenter, 1919
- Vertagopus minos Denis, 1928
- Proisotoma stachi Goto, 1957

Rhodanella fasciata, unique représentant du genre Rhodanella, est une espèce de collemboles de la famille des Isotomidae.

## Distribution
Cette espèce se rencontre en Afrique subsaharienne et en Asie du Sud.

## Publications originales
- Carpenter, 1912 : A new West african springtail. Bulletin of Entomological Research London, vol. 3, p. 79-80 (texte intégral).
- Salmon, 1945 : Notes and synonymy of some generic names of the Collembola. Transactions of the Royal Society of New Zealand, vol. 75, p. 68-71 (texte intégral).
- Womersley, 1934 : A preliminary account of the Collembola-Arthropleona of Australia. Part II Superfamily Entomobryoidea. Transactions of The Royal Society of South Australia, vol. 58, p. 86-138 (texte intégral).